# 東京学士会院
東京学士会院（とうきょうがくしかいいん）は、日本にかつて存在した政府機関。改組後は帝国学士院を経て、現在の日本学士院となっている。文部卿の西郷従道の発案に基づき、1879年に設置された。その設置目的は、研究者による議論や評論を通じ学術の発展を図ることとされていた。

## 沿革
東京学士会院は1879年1月に設立され、同年4月には東京学士会院により「東京学士会院規則」が制定された。
当時の日本には、森有礼が設立した明六社など、学者が集う団体が既に存在した。しかし、明治8年の「明六雑誌」の廃刊後、明六社には学者だけでなく官僚や実業家らも参加していたため、親睦団体としての性格が強まり、名士の集うサロンと化していた。このような状況から、新たな学術団体たるナショナルアカデミーとして、明六社とは別の組織の新設が望まれていた。
1890年に「東京学士会院規程」が勅令として公布されるなど、ナショナルアカデミーとして組織の充実が図られていった。会員にはそれぞれの学問分野を代表する学者が選任され、会議や講演の開催や『明六雑誌』の後継となる『東京学士会院雑誌』の発刊等を通じ科学の啓蒙活動を行った。
文部省の所管する機関と位置づけられており、必要な経費等は文部省の予算より支出された。また、文部卿は、東京学士会院の会議に出席することが許されており、投票権はないものの討議への参加も認められていた。明治23年には会員の定数を増やした。
1906年に「帝国学士院規程」が勅令として公布された。これにともない、東京学士会院は帝国学士院に改組されることとなった。帝国学士院の発足に際して、東京学士会院の会員は、そのまま帝国学士院の会員として移行した。同様に、東京学士会院の客員も、帝国学士院の客員の資格を得た。

## 組織

### 前期
会員の定数は上限40名とされていたが、設立当初は暫定的に21名とすることになっていた。設立当初は、西郷従道の意を受けた文部大輔の田中不二麿が、当時の日本を代表する知識人とされた加藤弘之、神田孝平、津田真道、中村正直、西周、福澤諭吉、箕作秋坪の7名に諮問し、会員となる21名を選出した。会長就任内定時の当初の福沢諭吉の案では、江州水口藩・藩儒の中村栗園（1806年生まれ）を呼び寄せて、創立会員にする予定だったが、中村は高齢のため固辞した。初代会員21名は、福澤諭吉、西周、西村茂樹、神田孝平、津田真道、市川兼恭、加藤弘之、中村正直、箕作秋坪、杉亨二、伊藤圭介、内田五観、阪谷素、重野安繹、杉田玄端、川田剛、福羽美静、細川潤次郎、小幡篤次郎、栗本鋤雲である。また、東京学士会院が正式に発足してからは、新会員は東京学士会院での投票より選出され、文部卿の認可により任じられた。

### 後期
日本国内において各専攻分野を代表する研究者らが、東京学士会院の会員として選任された。明治23年に会員の規程を改正して会員を増やしたため、法学者のギュスターヴ・エミール・ボアソナードも客員として参加するなど、お雇い外国人と呼ばれた学者らも東京学士会院に協力した。組織の長は東京学士会院会長とされ、会員の中から選挙によって選ばれた。会長の任期は6か月とされているが、再任は特に妨げられていないため、連続して再任されることも多かった。西周や加藤弘之のように、いったん退任したのちに、再び会長として選出される者もいた。学士会院設立当初から顕在化していた「官民対立」の構造は徐々に不協和音を生み、会長就任当初から「官民調和」を訴えてきた福澤諭吉は、学士会院が文部省や明治政府に寄りかかることを嫌い、明治13年脱退届を提出して、小幡篤次郎と脱会することとなった。次いで栗本鋤雲ら福沢派の学者が抜けて『交詢社』の結成に参加した。第二部会員からは、数学・物理学・天文学の学者が多くなり、菊池大麓、山川健次郎らが台頭した。

## 歴代会長

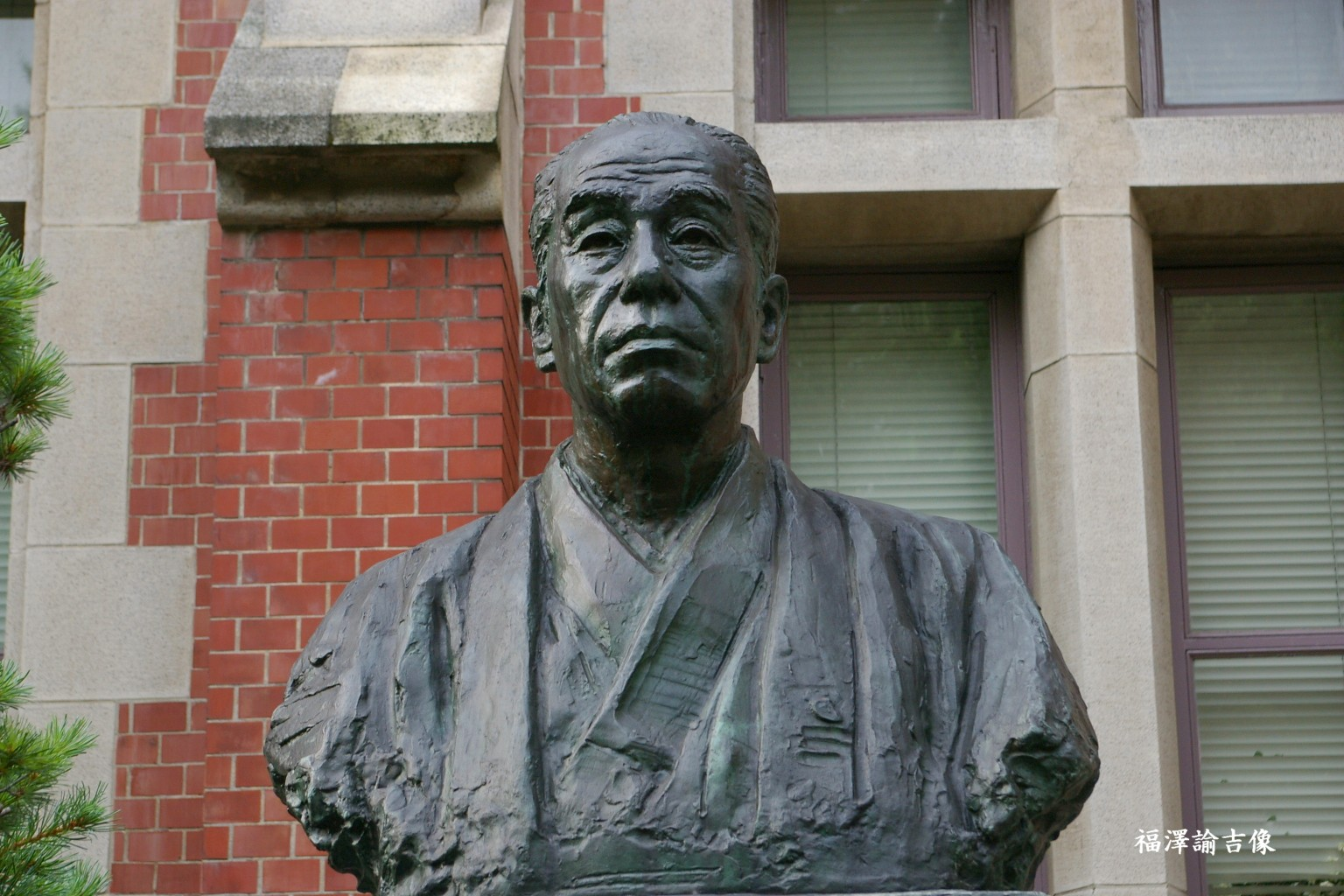
初代会長福澤諭吉

| 東京学士会院会長 | 東京学士会院会長 | 東京学士会院会長 | 東京学士会院会長 |
| 代               | 氏名             | 就任日           | 退任日           |
| ---------------- | ---------------- | ---------------- | ---------------- |
| 1                | 福澤諭吉         | 1879年1月        | 1879年6月        |
| 2                | 西周             | 1879年6月        | 1880年12月       |
| 3                | 加藤弘之         | 1880年12月       | 1882年6月        |
| 4                | 西周             | 1882年6月        | 1886年6月        |
| 5                | 加藤弘之         | 1886年6月        | 1895年12月       |
| 6                | 細川潤次郎       | 1895年12月       | 1897年12月       |
| 7                | 加藤弘之         | 1897年12月       | 1906年6月        |